# جيسي بيرترامز
جيسي بيرترامز (بالهولندية: Jesse Bertrams)‏ هو لاعب كرة قدم هولندي في مركز حراسة المرمى، ولد في 22 ديسمبر 1994 في بيست في هولندا. شارك مع منتخب هولندا تحت 21 سنة لكرة القدم. أما مع النوادي، فقد لعب مع نادي آيندهوفن.

## وصلات خارجية
- جيسي بيرترامز على موقع قاعدة بيانات كرة القدم.إي يو (الإنجليزية)
- جيسي بيرترامز على موقع Soccerway.com (الإنجليزية)
- جيسي بيرترامز على موقع AS.com (الإسبانية)